# 딘 스켈로스
딘 조지 스켈로스(Dean George Skelos, 1948년 2월 16일, 뉴욕주 록빌 센터 ~ )은 미국의 정치인으로 뉴욕주 부지사 권한대행이다.

## 학력
- 워싱턴 칼리지 인문사회 학사
- 포덤 대학교 법학대학원 법무박사

## 경력
- 1981.01 ~ 1982.12 제184대 미국 뉴욕 제19구 하원의원
- 1985.01 ~ 2015.12 제185~201대 미국 뉴욕 제9구 상원의원
- 1994 ~ 2015 뉴욕 유니언데일의 변호사 고문
- 1995.01 ~ 2008.11 뉴욕 상원 다수당 부대표
- 2008.11 ~ 2008.12 뉴욕 상원 다수당 대표
- 2008.11 ~ 2008.12 뉴욕 상원 임시의장
- 2008.06 ~ 2008.12 뉴욕 부지사 권한대행
- 2009.01 ~ 2009.06 뉴욕 상원 소수당 대표
- 2009.06 ~ 2009.06 뉴욕 상원 다수당 대표
- 2009.06 ~ 2009.06 뉴욕 상원 임시의장
- 2009.06 ~ 2009.07 뉴욕 상원 다수당 공동대표
- 2009.06 ~ 2009.07 뉴욕 상원 공동임시의장
- 2011.01 ~ 2012.12 뉴욕 상원 다수당 대표
- 2011.01 ~ 2012.12 뉴욕 상원 임시의장
- 2013.01 ~ 2014.12 뉴욕 상원 다수당 공동대표
- 2013.01 ~ 2014.12 뉴욕 상원 공동임시의장
- 2015.01 ~ 2015.05 뉴욕 상원 다수당 대표
- 2015.01 ~ 2015.05 뉴욕 상원 임시의장

## 역대 선거 결과
| 선거명      | 직책명                     | 대수  | 정당   | 득표율 | 득표수   | 결과 | 당락             |
| ----------- | -------------------------- | ----- | ------ | ------ | -------- | ---- | ---------------- |
| 1980년 선거 | 하원의원 (뉴욕 제19선거구) | 184대 | 공화당 | 63.91% | 30,881표 | 1위  | 뉴욕 주의원 당선 |
| 1982년 선거 | 상원의원 (뉴욕 제9부)      | 185대 | 공화당 | 47.09% | 49,632표 | 2위  | 낙선             |
| 1984년 선거 | 상원의원 (뉴욕 제9부)      | 186대 | 공화당 | 50.68% | 68,333표 | 1위  | 뉴욕 주의원 당선 |
| 1986년 선거 | 상원의원 (뉴욕 제9부)      | 187대 | 공화당 | 53.14% | 49,935표 | 1위  | 뉴욕 주의원 당선 |
| 1986년 선거 | 상원의원 (뉴욕 제9부)      | 188대 | 공화당 | 67.93% | 86,184표 | 1위  | 뉴욕 주의원 당선 |
| 1990년 선거 | 상원의원 (뉴욕 제9부)      | 189대 | 공화당 | 60.81% | 49,373표 | 1위  | 뉴욕 주의원 당선 |
| 1992년 선거 | 상원의원 (뉴욕 제9부)      | 190대 | 공화당 | 61.92% | 77,702표 | 1위  | 뉴욕 주의원 당선 |
| 1994년 선거 | 상원의원 (뉴욕 제9부)      | 191대 | 공화당 | 67.20% | 66,535표 | 1위  | 뉴욕 주의원 당선 |
| 1996년 선거 | 상원의원 (뉴욕 제9부)      | 192대 | 공화당 | 65.14% | 73,746표 | 1위  | 뉴욕 주의원 당선 |
| 1998년 선거 | 상원의원 (뉴욕 제9부)      | 193대 | 공화당 | 65.31% | 60,947표 | 1위  | 뉴욕 주의원 당선 |
| 2000년 선거 | 상원의원 (뉴욕 제9부)      | 194대 | 공화당 | 59.65% | 73,357표 | 1위  | 뉴욕 주의원 당선 |
| 2002년 선거 | 상원의원 (뉴욕 제9부)      | 195대 | 공화당 | 69.53% | 56,947표 | 1위  | 뉴욕 주의원 당선 |
| 2004년 선거 | 상원의원 (뉴욕 제9부)      | 196대 | 공화당 | 64.74% | 83,193표 | 1위  | 뉴욕 주의원 당선 |
| 2006년 선거 | 상원의원 (뉴욕 제9부)      | 197대 | 공화당 | 63.50% | 53,545표 | 1위  | 뉴욕 주의원 당선 |
| 2008년 선거 | 상원의원 (뉴욕 제9부)      | 198대 | 공화당 | 64.66% | 82,410표 | 1위  | 뉴욕 주의원 당선 |
| 2010년 선거 | 상원의원 (뉴욕 제9부)      | 199대 | 공화당 | 65.78% | 59,252표 | 1위  | 뉴욕 주의원 당선 |
| 2012년 선거 | 상원의원 (뉴욕 제9부)      | 200대 | 공화당 | 60.64% | 68,816표 | 1위  | 뉴욕 주의원 당선 |
| 2014년 선거 | 상원의원 (뉴욕 제9부)      | 201대 | 공화당 | 65.81% | 50,142표 | 1위  | 뉴욕 주의원 당선 |